# Господарський суд
Господа́рський суд — спеціалізований судовий орган в системі судів загальної юрисдикції, що здійснює правосуддя в господарських відносинах.

## Компетенція господарських судів
Господарські суди розглядають справи у спорах, що виникають у зв'язку із здійсненням господарської діяльності (крім справ, підвідомчих Вищому суду з питань інтелектуальної власності з часу його створення; і, як правило, крім справ, стороною яких є фізична особа без статусу ФОП), зокрема:
1. справи у спорах, що виникають при укладанні, зміні, розірванні і виконанні правочинів у господарській діяльності, сторонами якого є юридичні особи та (або) фізичні особи — підприємці;
2. справи у спорах щодо приватизації майна;
3. справи у спорах, що виникають з корпоративних відносин, крім трудових спорів;
4. справи у спорах, що виникають з правочинів щодо акцій, часток, паїв, інших корпоративних прав в юридичній особі, крім правочинів у сімейних та спадкових правовідносинах;
5. справи у спорах щодо цінних паперів;
6. справи у спорах щодо права власності чи іншого речового права на майно (рухоме та нерухоме, в тому числі землю), реєстрації або обліку прав на майно, яке (права на яке) є предметом спору, визнання недійсними актів, що порушують такі права;
7. справи у спорах, пов'язаних із захистом економічної конкуренції, обмеженням монополізму в господарській діяльності, захистом від недобросовісної конкуренції;
8. справи про банкрутство та пов'язані з такими;
9. справи у спорах щодо оскарження актів (рішень) суб'єктів господарювання та їх органів, посадових та службових осіб у сфері організації та здійснення господарської діяльності;
10. справи про оскарження рішень третейських судів та про видачу наказу на примусове виконання рішень третейських судів;
11. справи у спорах між юридичною особою та її посадовою особою про відшкодування збитків;
12. вимоги щодо реєстрації майна та майнових прав, інших реєстраційних дій, визнання недійсними актів, що порушують права на майно (майнові права), якщо такі вимоги є похідними;
13. справи у спорах про захист ділової репутації[1].

## Організація господарських судів
Організація і діяльність господарського суду визначаються Конституцією України, Законом України «Про судоустрій і статус суддів», Господарським процесуальним кодексом України, іншими законодавчими актами України, а також міжнародними договорами, згода на обов'язковість яких надана Верховною Радою України.
Господарські суди є спеціалізованими судами в системі судів загальної юрисдикції.
До 2017 року господарські суди становили єдину триланкову систему спеціалізованих судів, яку складали:
- місцеві господарські суди (27);
- апеляційні господарські суди (8);
- Вищий господарський суд України.

Після судової реформи залишилися тільки місцеві та апеляційні господарські суди. Касаційні функції перейшли до Касаційного господарського суду у складі Верховного Суду, а ВГСУ був ліквідований.

## Керівники системи господарських судів
| Прізвище, ім'я, по-батькові | Посада                                                          | Звання                                                                                                | Рік вступу на посаду | Рік закінчення повноважень |
| --------------------------- | --------------------------------------------------------------- | --- | -------------------- | -------------------------- |
| Красноступ Іван Якович      | Головний державний арбітр УРСР                                  | | 1931                 | 1967                       |
| Корчак Іван Іванович        | Голова Державного арбітражу при Раді Міністрів Української РСР  | заслужений юрист Української РСР                                                                      | 1967                 | 1987                       |
| Матвєєв Юрій Геннадійович   | Голова Державного арбітражу Української РСР                     | доктор юридичних наук, професор                                                                       | 1987                 | 1989                       |
| Притика Дмитро Микитович    | Голова Вищого арбітражного суду України                         | доктор юридичних наук, заслужений юрист України, академік Національної академії правових наук України | 1989                 | 2006                       |
| Демченко Сергій Федорович   | Голова Вищого господарського суду України                       | доктор юридичних наук, заслужений юрист України                                                       | 2006                 | 2010                       |
| Татьков Віктор Іванович     | Голова Вищого господарського суду України                       | кандидат юридичних наук, заслужений юрист України                                                     | 2010                 | 2014                       |
| Львов Богдан Юрійович       | Голова Вищого господарського суду України                       | заслужений юрист України                                                                              | 2014                 | 2017                       |
| Львов Богдан Юрійович       | Голова Касаційного господарського суду у складі Верховного Суду | заслужений юрист України                                                                              | 2017                 | 2022                       |
| Рогач Лариса Іванівна       | Голова Касаційного господарського суду у складі Верховного Суду | кандидат юридичних наук                                                                               | 2023                 | до цього часу              |

## Додаткова література
- Адміністративно-правовий статус діяльності господарських судів України: проблеми та перспективи: монографія / В. В. Сулім, О. П. Світличний. – Київ: НУБіП України, 2019. – 196 с.
- Аюпова Р. М. Адміністративно-правові відносини за участю господарських судів України: дис. … канд. юрид. наук. Харків. 2017. 258 с.